# Thyreomelecta bidentata
Thyreomelecta bidentata är en biart som först beskrevs av William Forsell Kirby 1899.  Thyreomelecta bidentata ingår i släktet Thyreomelecta och familjen långtungebin. Inga underarter finns listade i Catalogue of Life.